# Вулька-Тарловська
Вулька-Тарловська (пол. Wólka Tarłowska) — село в Польщі, у гміні Тарлув Опатовського повіту Свентокшиського воєводства.
Населення — 247 осіб (2011).
У 1975-1998 роках село належало до Тарнобжезького воєводства.

## Демографія
Демографічна структура на день 31 березня 2011 року:
|          | Загалом | Допрацездатний вік | Працездатний вік | Постпрацездатний вік |
| -------- | ------- | ------------------ | ---------------- | -------------------- |
| Чоловіки | 116     | 16                 | 86               | 14                   |
| Жінки    | 131     | 27                 | 74               | 30                   |
| Разом    | 247     | 43                 | 160              | 44                   |